# Upplands regemente (infanteri)
Upplands regemente (I 8) var ett infanteriförband inom svenska armén som verkade i olika former åren 1626–1957. Förbandsledningen var från 1912 förlagd i Uppsala garnison i Uppsala.

## Historia

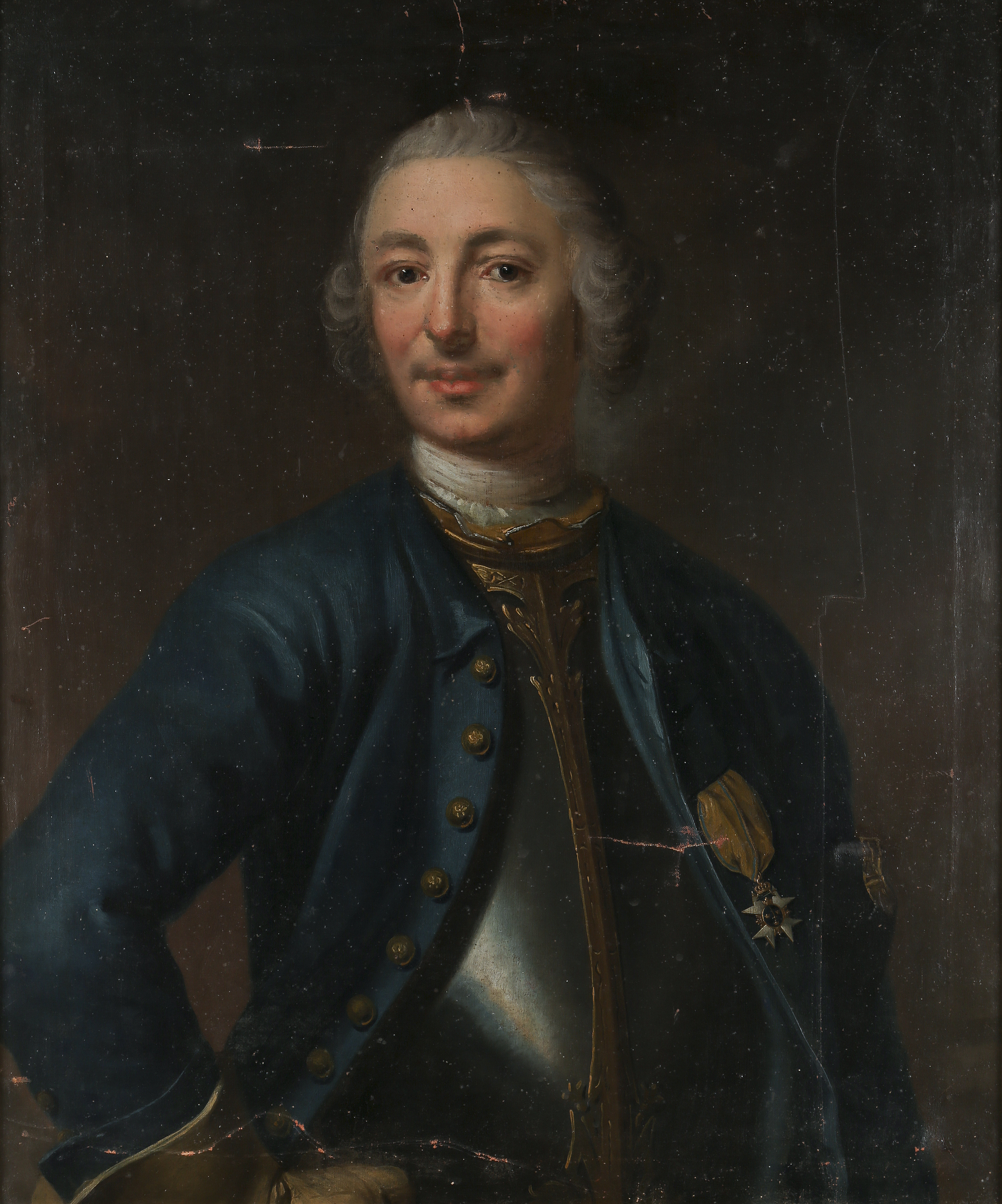
Didrik Henning Meijendorff von Yxkull iklädd regementets uniform från 1740-talet. Han bär även Svärdsorden på bröstet. Målning av Johan Henrik Scheffel.

### Från landsregemente till landskapsregemente
Upplands regemente leder sitt ursprung till Upplandsfänikan från 1557. Från 1617 organiserades fänikorna i Uppland under landsregementet i Uppland som hämtade sitt manskap från Uppland, Västmanland och Dalarna. Under det tredje skedet av Andra polska kriget kom flertalet olika förband ur landsregementet att delta. Från 1623 påbörjades en splittring av landsregementet i tre landskapsregementen. Till följd av det pågående kriget med ständiga utskrivningarna av nya förband kom dock detta inte att omedelbart realiseras.
År 1626 uppfordras tre fältförband ur landsregementet att inställa sig i Stockholm, däribland en uppländsk skvadron om 4 kompanier under Jakob Seton som i juni 1626 avtransporteras till kriget. I maj 1627 avseglar ytterligare två skvadroner från Uppland under befäl av Axel Duwall respektive Hans Kyle. Till följd av förluster sker flertalet omorganisationer som resulterar i att alla tre skvadroner i december 1627 kom att tillhöra Axel Duwalls skvadron i Dirschau vilken slutligen sammanslås med ett västmanländskt regemente i början av 1628 vilket sedermera deltar i försvaret av Stralsund detta år.
Under 1628 mobilseras ett regemente från Uppland under Nils Brahe den äldre som deltar i ovannämnda försvar av Stralsund där detta regemente sedan ligger i garnison från juli 1628. Under våren 1629 organiseras ytterligare ett uppländskt regemente under Jakob Seton som i juli 1629 anlöpte Pillau och avdelades för försvaret av Marienburg. Under november-december 1629 hemtransporteras båda dessa regementen till Sverige.
År 1630 mobiliserades Nils Brahes regemente på nytt och mönstrades i maj i Stockholm, varefter det inskeppades med flottan vid Älvsnabben och stationerades vid sin ankomst i Stettin där det kom att kvarstå för resterande del av hösten. Därefter följde sedan regementet Gustaf II Adolf på tåget genom södra Tyskland och deltog i striderna vid Lech och Nürnberg. Regementet led under tiden en hel del förluster genom strider, men främst genom sjukdom. I april 1631 slås regementet samman med Axel Lillies skvadron från Närke och Värmland och bildar ett nytt regemente under Axel Lillie. Detta regemente deltog den 7 september i slaget vid Breitenfeld samt vid erövringen av Würzburg där regementet senare var garnison.
I mars 1632 bildas Svenska brigaden under Erik Hand, bland annat med uppländska kompanier ur Axel Lillies regemente, vilken deltog i slaget vid Lützen. Upplänningarna följde konungens kista hem till Sverige i juli 1632 men resterande del av Axel Lillies regemente kvarstod alltjämt i Würzburg, nu under befäl av Karl Mårtensson. Så sent som 1634 anges i stadens garnison c:a 200 man tillhöra "upplandsfolket".
År 1631 organiseras i Sverige ett nytt uppländskt regemente under befäl av Jakob Seton som har inledningsvis svårt att samla tillräckligt manskap och befäl. År 1634 övertas befälet av den hemkomne Axel Lillie och av rullorna framgår den 24 april 1634 att regementet då samlar 1541 knektar och befäl. I 1634 års regeringsform fastställdes den svenska regementetsindelningen, där det angavs att armén skulle bestå av 28 regementen till häst och fot, med fördelningen av åtta till häst och 20 till fot. De indelta och roterande regementena namngavs efter län eller landskap, medan de värvade regementena uppkallades efter sin chef. Regeringsformen angav Upplands regemente som det första i ordningen. Dock blev det ett nummer som aldrig användes, annat än för att ange regementets plats, enligt den då gällande rangordning. Härigenom är Upplands regemente slutligen bildat och som dess förste chef förordnas fortsatt Axel Lillie.

### Stormaktstid
Nästa gång regementet deltog i strid var under Karl X Gustafs polska krig. Under befäl av Axel Lewenhaupt inskeppades regementet i juli 1656 vid Dalarö och överfördes till Peenemünde, varefter kungen mönstrade hären i Stettin. Man marscherade över Thorn som intog vidare över Sandomir och Jaroslow till Warszawa, där regementet deltog i tredagarsslaget 18-29 juli 1658. Upplands regemente låg härefter i garnison i Marienburg. På grund av det väntade kriget med Danmark skedde omfattande utskrivningar till styrka av närmare helt nytt regemente, vilka förlades som garnison i Göteborg och Halmstad samt ombord på flottan. Sedan danskarna förklarat krig 1 juli 1657 sammandrogs de i Sverige befintliga trupperna mot gränsen och i augusti stod huvuddelen av trupperna koncentrerade till trakterna av Halmstad, däribland de nyuppsatta delarna av Upplands regemente. Samtidigt drog Karl X Gustaf samman de i Polen befintliga truppförbanden, och efter att ha mönstrat dem i Demmin fortsatte han mot Danmark och nådde 18 juli gränsen till Holstein. Upplands regemente deltog i stormningarna av Itzehoe 6 augusti och Fredriksodde 24 oktober. I den senare stormningen gick upplänningarna i en av de främsta anfallskolonnerna, och efter striden fanns endast 342 upplänningar vara i stridbart skick. Efter en längre viloperiod deltog regementet i tåget över Bält. Vid fredsslutet sändes regementet, där de nyvärvade delarna nu ingick, till Pommern, där garnisonstjänst väntade. Efterhand fyllde nyrekryteringar i Sverige luckorna så att regementet på nytt blev fulltaligt.
Vid krigsutbrottet 1675 befann sig regementet i garnison i Pommern. Inför de överlägsna brandenburgska trupperna tvingades man retirera till Stralsund. Upplands regemente deltog med framgång i slaget på Rügen under befäl av regementschefen Gustaf Carlsson. En tid därefter tvingades dock Stralsund att kapitulera inför övermakten. Då regementet efter fredsslut och återkomst till Sverige i september 1680 mönstrades i Örsundsbro bestod regementet av 805 man.

### Yngre indelningsverket
Med det yngre indelningsverkets införande fick regementet en fastställd styrka om 1.200 man. Tidigare hade styrkan bestämts av mantalet i trakten och kunnat variera stort från år till år. Vid utbrottet av Stora nordiska kriget deltog Upplands regemente i landstigningen på Själland. Det sändes därefter hem, men utskeppades i april 1701 från Stockholm till Reval, och deltog i övergången av Düna. I slaget vid Kliszów stod Upplands regemente i främsta linjen. Regementet deltog därefter i belägringen av Thorn 1703 och 1706 och vid inmarschen i Sachsen. Vintern 1706-1707 var regementet förlagt i Wittenberg. I slaget vid Holowczyn tillhörde Upplands regemente bakre träffen men insattes på grund av stridens utveckling efter övergången i främsta linjen. Slaget vid Poltava drabbade regementet hårt. Av regementets då 600 man återstod endast 70 efter slaget, övriga var stupade eller tillfångatagna. De kvarvarande gav sig fångna i kapitulationen vid Perevolotjna. Ett nytt regemente måste snabbt sättas upp, och redan ett halvår efter slaget befann sig det nyuppsatta Upplands regemente i Växjö och deltog 28 februari 1710 slaget vid Helsingborg. Här stod Upplands regemente i mitten av slagordningen och hade att möta det danska gardet och grenadjärkåren. Efter slaget fullgjorde regementet garnisontjänst i södra Sverige, varefter det hemkallades 1714. Drog Upplands regemente åter i fält, denna gång mot Norge i södra armén och deltog i belägringen av Fredrikshald. Efter kungens död återgick regementet till trakten av Uppsala i januari 1719 och förlades på roten. I maj 1719 sammankallades regementet på nytt, för att försvara Stockholm mot ett väntat ryskt anfall. Något sådant kom dock inte, och regementet undslapp vidare strider.
År 1739 överfördes en bataljon av regementet till Kymmenegårds län i Finland efter att ha mönstrats av Rutger Fuchs vid Rådmansö kyrka. Där befann sig trupperna vid krigsutbrottet. Efter hemkomsten från kriget sattes regementschefen vid Upplands regemente överste De Laval som många andra i fängelse, anklagad för att ha bidragit till det misslyckade kriget. År 1757 överfördes en del av regementet till Pommern efter att utrustningen kompletterats med "korta damasker", vita halsdukar, nya gevär av 1747 års modell, nya skor och strumpor, 5 nya ammunitionsvagnar samt 6 bröd- och tältvagnar. Soldaterna instruerades att ha håret väl pudrat och mustascherna väl uppsatta. Kriget innebar dock inte några större insatser för Upplands regemente. År 1788 fördes regementet på nytt i fält. Upplands regemente deltog bland annat i slaget vid Svensksund 24 augusti 1789 där 8 officerare och 400 man stupade, sårades eller togs till fånga. Bland de tillfångatagna upplänningarna fanns Thure Drufva. Regementet deltog även i slaget vid Svensksund 7 juli 1790, varvid ett fyrtiotal av regementets soldater erhöll tapperhetsmedalj. 1791 var en del av regementet kommenderat till bygget av orangerihuset i Uppsala.
År 1806 överfördes en styrka av 600 man, uttagen ur samtliga kompanier till Stralsund för att förstärka garnisonen där. Chef för denna styrka var överstelöjtnant Thure Drufva. De uppländska trupperna deltog här i såväl strider som rekognoseringsuppdrag. I december 1807 återvände styrkan till Sverige och förlades på roten. I samband med den danska krigsförklaringen i mars 1808, inkallades regementet och avmarscherade till Eda skans. Man trängde därifrån in på norskt territorium men de danska trupperna retirerade och det kom aldrig till strid. I juli kom så order att marschera till Grisslehamn, varifrån regementet överskeppades till Finland. Den 28 augusti landsteg regementet i Christinestad och deltog redan dagen därpå i striderna vid Lappfjärd. Man deltog därefter i Slaget vid Oravais där Upplands regementet deltog i Adlercreutz inledande anfall och senare täckte reträtten från slagfältet. Striderna gick hårt åt regementet, bland annat sårades båda bataljonscheferna och tio andra officerare. Under reträtten över Kemi mot Torneå drabbades regementet hårt av köld och den hårda marschen. Då regementet nådde Torneå återstod 440 man i stridbart skick, sedan 387 avgått på grund av sjukdom. I början av 1809 fick regementet order att marschera till Uppsala, dit det anlände den 5 februari. Redan i mars fick regementet åter dra i fält, denna gång till Grisslehamn och därifrån över isen till Åland. Regementet var dock nu så starkt decimerat att det formerades som en svag bataljon om 367 man. Den 18 mars ankom truppen till Eckerö, men tvingades redan kort därpå att dra sig tillbaka till svenska fastlandet. Härifrån fördes den till Bygdeå för att binda en rysk styrka på omkring 2.000 man som skulle finnas i trakten. På grund av detta kom endast en jägaravdelning av regementet att delta i striderna vid Sävar och Ratan.
Under de närmaste åren tjänstgjorde regementet på fredliga vaktkommenderingar och arbeten, som byggandet av Södertälje kanal, dit större delen av regementet var förlagt sommaren 1812. År 1813 överfördes regementet på nytt fulltaligt till Pommern och deltog i Karl Johans fälttåg. Efter fredsslutet i Kiel fick trupperna återvända till Sverige, varifrån de snart beordrades att delta i anfallet mot Norge. Den 4 november 1814 tilläts regementet återvända till Uppland.

### Rangordningen
Den rangordning som hade fastställts i 1634 års regeringsform började halta och skapa luckor efter freden i Fredrikshamn den 17 september 1809, då Finland tillföll Ryssland och de svenska regementen i Finland upplöstes. Därmed fanns det ett behov med att skapa ett nytt system. Under kronprins Karl Johans tid infördes 1816 ett nytt numreringssystem, där de svenska regementena genom en generalorder den 26 mars 1816 tillfördes ett officiellt ordningsnummer, till exempel № 8 Upplands regemente. Till grund för numreringen låg inte bara ett regementes status, utan också de svenska landskapens inbördes ordning, samt att Svealand, Götaland och Norrland skulle varvas. De lägsta ordningsnumren tilldelades "liv- och hus- trupperna". Dessa nummer hade dock ingenting med rangordningen att göra, vilket bland annat framgår av gamla förteckningar där infanteri- och kavalleriförband är blandade just med hänsyn till rang och värdighet.

### Ordningsnumret
I samband med 1914 års härordning justerades 1914 samtliga ordningsnummer inom armén. För Upplands regemente innebar det att regementet blev tilldelad beteckningen I 8. Justeringen av beteckningen gjordes för att särskilja regementen och kårer mellan truppslagen. Det med bakgrund till att namn och nummer som till exempel № 3 Livregementets grenadjärkår och № 3 Livregementets husarkår kunde förefalla egendomliga för den som inte kände till att förbanden ifråga tillhörde skilda truppslag.

### 1925 års försvarsbeslut
Regementet klarade sig från avvecklingen genom försvarsbeslutet 1925, men regementet kom, i likhet med övriga infanteriregementet, att reduceras med en bataljon och kom att från den 1 januari 1928 bestå av två infanteribataljoner. Åren 1904–1927 kallades regementet för Upplands infanteriregemente, det för att skilja det från Upplands artilleriregemente (A 5). Med 1925 års försvarsbeslut beslutades även att Upplands artilleriregemente skulle avvecklas den 31 december 1927. Med beslutet följde även att Upplands infanteriregemente från den 1 januari 1928 skulle benämnas Upplands regemente.

### Pattons besök
I november 1945 besökte den legendariska amerikanske pansargeneralen George S. Patton regementet. Vid besöket hade det anordnats en så verklighetstrogen krigsmässig övning som möjligt i Hågadalsterrängen söder om Uppsala. Patton besökte övningen åtföljd av bland annat prins Gustaf Adolf och flera högre militärer och civila dignitärer, för att sedan på egen hand hålla en genomgång av händelseförloppen för den samlade bataljonen i vad som kom att kallas "Pattons Hage".

### 1948 års försvarsbeslut
Efter andra världskriget var tanken att det svenska försvaret skulle nedrustas. Vilket inför försvarsbeslutet 1948 framgick i försvarskommitténs betänkande från 1945, där det bland annat föreslogs att verksamheten vid Upplands regemente skulle reduceras. Istället för en avkylning av det säkerhetspolitiska läget i Europa efter kriget, inleddes en ny säkerhetspolitik genom det kalla krig, som kan sägas inleddes genom Pragkuppen. Detta fick försvarsministern att istället förespråka en förstärkning av försvaret. I december 1947 föll försvarskommitténs förslag och istället beslutades det om en förstärkning. En förstärkning som innebar för Upplands regemente att verksamheten ej reducerades, utan snarare förstärktes. 

### Nedläggningen
Inför 1955 års riksdag föreslog chefen för armén Carl August Ehrensvärd vissa ändringar i arméns organisation, bland annat  vissa förändringar gällande Upplands regemente (I 8), Södermanlands pansarregemente (P 3), Signalregementet (S 1) och Arméns signalskola (SignS). Gällande Upplands regemente föreslogs av chefen för armén att regementet skulle avvecklas och dess kasernetablissement skulle övertas av Signalregementet (S 1) och Arméns signalskola (SignS). Bakgrunden till att chefen för armén önskade avveckla Upplands regemente var att regementets närövningsfält ansågs ha en begränsad användbarhet, vidare ansågs inte heller regementets övnings- och skjutfält inte uppfyllde de säkerhets- och utbildningskrav som vid den tiden ställdes på stridsutbildning av infanteribrigader. Tillväxten av Uppsala som stad förhindrade även att utvidga skjutfält. Uppsala kommun hade samtidigt framfört ett intresse till staten om att få disponera marken mellan Akademiska sjukhuset och Ulleråkers sjukhus. Det vill säga den mark som regementes var förlagda på. Dock föreslog både Uppsala kommun samt Landstinget i Uppsala län samtidigt till försvarsdepartementet att Upplands regemente skulle bibehållas som infanteriregemente, men då på ett nyuppfört etablissement i närheten av staden. Regeringen förordade dock det förslag som chefen för arméns lagt fram. Men menade samtidigt att regementets med dess traditioner samt anknytning till bygden, var av så pass stora värden som inte fick gå förlorade. Vidare ansågs att den tekniska utvecklingen inte fick förhindras. Därmed föreslogs att Upplands regemente tillsammans med Signalregementet skulle omorganiseras till Upplands signalregemente. Därmed skulle samhörigheten med bygden säkerställas genom att värnpliktiga rekryterades från Uppland, samt att delar av regementets personalkår skulle kunna stanna kvar vid regementet även efter omorganisationen. Dock kom flertalet av regementets personal att övergå Södermanlands regemente (I 10), vilket omorganiserades från ett pansarregemente till pansarinfanteri.
Den 30 april 1957 utgick Upplands regemente som infanteriregemente ur både freds- och krigsorganisationen. Den 1 april 1957 förlades Signalregementet till Uppsala, som tillsammans med Upplands regemente bildade Upplands signalregemente. Vid samma tidpunkt övergick delar ur infanteriregementet, som inte övergick till signaltrupperna, till en avvecklingsorganisation. Avvecklingsorganisation upplöstes i sin tur den 30 september 1957.

## Ingående enheter
Genom 1901 års härordning fastställdes att tillgång till trupp skulle regleras genom allmän värnplikt, vilket bland annat resulterade i att infanteriregementena utökades med en bataljon och kom att omfatta tre infanteribataljoner. I samband med krigsutbrottet 1914 fastställdes försvarsbeslutet 1914, vilket bland annat medförde att linjeregementet I 8 organiserades och mobiliserades. I likhet med övriga infanteriregementen skulle också ett reservregemente sättas upp, dock kom dessa aldrig att mobiliseras. Vidare infördes en brigadorganisation inom armén, där två infanteriregementen bildade en brigad. I 8 tillsammans med I 18 bildade 9. infanteribrigaden, ingående i V. arméfördelningen. Genom försvarsbeslutet 1925 reducerades försvaret kraftigt. Bland annat så utgick reservregementena samt att antalet arméfördelningar reduceras med två. Vidare reducerades samtliga infanteriregementen med en bataljon och kom att från den 1 januari 1928 bestå av två infanteribataljoner. De tidigare linjeregemente ersattes samtidigt med begreppet fältregemente. Som en följd av försvarsnedskärningarna under slutet av 1920-talet, kunde regementet vid krigsutbrottet 1939 endast mönstra två bataljoner, dock var dessa inte helt fulltaliga eller rustade. I den nya organisationen kom regementet underställas chefen för Östra arméfördelningen. Genom försvarsbeslutet 1942 stärktes dock försvarets krigsorganisation, vilket bland annat medförde att infanteriregementena tillfördes en tredje bataljon, samt att i stort sett samtliga kom att sätta upp två fältregementen. Dels det ordinarie regementet, men sen ett helt nytt som blev ett så kallat dubbleringsregemente. Dubbleringsregementet erhöll det ordinarie regementets nummer plus 30. Det vill säga fältregementetna numrerades som i Upplands regementes fall, I 8 och I 38. Det fredstida regementet betecknades som I 8 depå, för att särskilja det från krigsförbanden. Genom försvarsbeslutet 1948 kom fältregementena att omorganiseras till brigader.

### 9.infanteribrigaden
9. infanteribrigaden var en infanteribrigad inom V. arméfördelningen som verkade åren 1915–1927 och bestod av Upplands regemente och Västmanlands regemente.

### Upplandsbrigaden
Upplandsbrigaden (IB 28) bildades 1949 genom att fältregementet (krigsförbandet) Upplands regemente (I 8) omorganiserades till brigad. Brigaden kom att organiseras efter förbandstyperna IB 49, IB 59. I samband med att Upplands regemente avvecklades 1957 kom brigaden att överföras till Svea livgarde (I 1). Genom denna omorganisation övertog brigaden beteckningen IB 38 från dess systerbrigad Västmanlandsbrigaden.

### Västmanlandsbrigaden
Västmanlandsbrigaden (IB 38) bildades 1949 genom att fältregementet (krigsförbandet) Roslagens regemente (I 38) omorganiserades till brigad. Brigaden kom att organiseras efter förbandstypen IB 49 fram tills den avvecklades i samband med att Upplands regemente avvecklades 1957. Dess beteckning IB 38 övertogs av dess systerbrigad Upplandsbrigaden, i samband med att denna överfördes till Svea livgarde (I 1).

### Kompanier
| 1684 - Livkompaniet - Överstelöjtnantens kompani - Majorens kompani - 1. kaptenens kompani - 2. kaptenens kompani - 3. kaptenens kompani - 4. kaptenens kompani - 5. kaptenens kompani | 1692 - Livkompaniet - Överstelöjtnantens kompani - Majorens kompani - Hundra härads kompani - Rasbo kompani - Sigtuna kompani - Lagunda kompani - Bälings kompani | 1856 - Livkompaniet - Rasbo kompani - Olands kompani - Uppsala kompani - Hundra Härads kompani - Sigtuna kompani - Hagunda kompani - Enköpings kompani |

## Förläggningar och övningsplatser

### Förläggningar
Upplands regemente vapenövades vid Polacksbacken, vilket även blev regementets mötesplats. Den 10 september 1912 flyttade regementet in i ett nyuppfört kasernetablissemang på samma plats. Kasernerna uppfördes efter 1901 års härordnings byggnadsprogram efter Fortifikationens typritningar för infanterietablissemang. Omkring 40 byggnader uppfördes inom det nya kasernområdet. Då etablissemanget uppfördes bredvid Upplands regementes före detta mötesplats och läger, tillfördes även dess 50-tal byggnader till det nya kasernområdet. Efter att regementet avvecklades 1957, övertogs kasernerna av Signalregementet. År 1985 lämnades området helt och dåvarande Byggnadsstyrelsen kom att överta förvaltningen av kasernområdet. Idag återfinns delar av Uppsala universitet på området.

### Officersboställen
| - Regementsstaben - Regementschefens boställe i Landsberga, Biskopskulla socken - Överstelöjtnantens boställe i Boda, Häggeby socken - Majorens boställe i Ål, Alunda socken - Regementskvartesmästarens boställe i Jesmesta, Börje socken - Regementspredikantens boställe i Västerby, Läby socken - 1. kompaniprästens boställe i Forsta, Tensta socken - 2. kompaniprästens boställe i Västerby, Läby socken - Regementsskrivarens boställe i Nåstuna, Vänge socken - Regementsfältskärens boställe i Vallby, Vaksala socken - Livkompaniet (1. kompaniet) - Överstebostället i Dräggsta, Vallby socken - Kaptenlöjtnantens boställe i Jordansbo, Vendels socken - Fänriksbostället i Vida, Tierps socken - Överstelöjtnantens kompani (8. kompaniet) - Överstelöjtnantsbostället i Edeby, Torsvi sockne - Löjtnantsbostället i Taxhuvud, Tillinge socknen - Fänriksbostället i Ål, Vårfrukyrka socken - Majorens kompani (3. kompaniet) - Majorens boställe i Ubby, Stavby socken - Löjtnantens boställe i Jönninge, Stavby socken - Fänrikens boställe i Östra Våxome, Alunda socken | - Bälings kompani (4. kompaniet) - Kaptensbostället i Håmö med Nåsten, Läby socken - Löjtnantsbostället i Skuttungeby, Skuttunge socken - Fänriksbostälet i Brunna, Tensta socken - Rasbo kompani (2. kompaniet) - Kaptensbostället i Kölinge, Rasbokils socken - Löjtnantsboställeti i Vedyxa, Danmarks socken - Fänriksbostället i Visteby, Rasbo socken - Hundrahärad kompani (5. kompaniet) - Kaptensbostället i Norrby, Lunda socken - Löjtnantsbostället i Nässja, Gottröra socken - Fänriksbostället i Krogsta, Vidbo socken - Sigtuna kompani (6. kompaniet) - Kaptensbostället i Tibble, Vassunda socken - Löjtnantsbostället i Skälby, Uppsala-Näs socken - Fänriksbostället i Kumla, Övergrans socken - Lagunda kompani (7. kompaniet) - Kaptensbostället i Dalby gård, Dalby socken - Löjtnantsbostället i Säby, Dalby socken - Fänriksbostället i Berga, Västeråkers socken |

## Heraldik och traditioner
Efter att riksdagen beslutat om en avveckling av regementet, hölls avvecklingsceremoni den 10 mars 1957. Efter att regementet avvecklades, kom regementets traditioner föras vidare av Upplands signalregemente, vilket 1974 även antog namnet Upplands regemente. Från 2007 fördes regementets traditioner vidare av Ledningsregementet. Från den 1 juli 2013 förs regementets traditioner vidare av Upplandsbataljonen ingående i Upplands- och Västmanlandsgruppen.

### Förbandsfanor
Regementet har burit ett antal fanor genom åren. Den 3 juli 1855 överlämnade kung Oscar I en ny fana till regementets två bataljoner. De två fanorna bar endast två segernamn, Lützen och Clissow. Den 27 september 1955 överlämnade kung Gustaf VI Adolf en ny fana, vilken ersatte 1855 års fanor. Den nya fanan bar 12 segernamn. Fanan kom den 30 mars 1957 att överlämnas till Signalregementet, vilka kom att föra den jämsides med dess ursprungliga fana.

### Utmärkelsetecken
År 1934 instiftades Kungl. Upplands regementes förtjänstmedalj, i valörerna guld, silver och brons (UpplregGM/UpplregSM/UpplregBM).

## Förbandschefer
Regementschefer verksamma vid regementet åren 1698–1957.

- 1678–1684: Gustaf Tungel[12]
- 1684–1698: Georg Johan Wrangel[12]
- 1698–1705: Otto Wilhelm Löwen
- 1705–1706: Johan Valentin von Daldorff
- 1706–1709: Georg Fredrik de Frietzcky
- 1709–1709: Gustaf Stiernhöök
- 1709–1710: Johan Braun
- 1710–1710: Claes Ekeblad
- 1710–1711: Gustaf Ribbing
- 1711–1721: Georg Wilhelm Fleetwood
- 1721–1723: Gustaf Oxenstierna
- 1723–1728: Otto Johan Koskull
- 1728–1730: Otto Wilhelm Staël von Holstein
- 1730–1737: Otto Magnus Wolffelt
- 1737–1741: Wilhelm Ludvig Taube
- 1741–1748: Carl de Laval
- 1748–1757: Fredrik Henrik Sparre
- 1757–1759: Carl Johan Mörner
- 1759–1772: Thure Gustaf Rudbeck
- 1772–1772: Per Scheffer
- 1772–1788: Fabian Casimir Wrede
- 1788–1791: Fabian Wrede
- 1791–1794: Adam Ludvig Lewenhaupt
- 1794–1810: Adolf Ludvig von Schwerin
- 1810–1816: Gustaf Olof Lagerbring
- 1816–1825: Carl Alexander Hård
- 1825–1837: Sixten David Sparre
- 1837–1854: Carl Ludvig Dævel
- 1854–1860: Axel Ludvig Rappe
- 1860–1862: Alexander Reuterskiöld
- 1862–1865: Johan Abraham Sundmark
- 1865–1881: O M  von Knorring
- 1881–1888: Robert von Bahr
- 1888–1899: Wilhelm Stjernstedt
- 1899–1905: Bengt Erland Eberhard von Hofsten
- 1905–1911: Curt Johan Elof Rosenblad
- 1911–1923: Claës Sundin
- 1923–1928: Bo Boustedt
- 1928–1935: Carl Schöning
- 1935–1940: Helmer Bratt
- 1940–1942: Sven Ryman
- 1942–1950: Olle Norman
- 1950–1957: Carl Axel Grewell

## Namn, beteckning och förläggningsort
| Kungl. Upplands regemente          | 1626-??-?? | – | 1709-07-01 |
| Kungl. Upplands regemente          | 1709-??-?? | – | 1904-12-07 |
| Kungl. Upplands infanteriregemente | 1904-12-08 | – | 1927-12-31 |
| Kungl. Upplands regemente          | 1928-01-01 | – | 1957-03-31 |
| Avvecklingsorganisation            | 1957-04-01 | – | 1957-09-30 |

| № 8 | 1816-03-26 | – | 1914-09-30 |
| I 8 | 1914-10-01 | – | 1957-03-31 |

| Kronoparken (F)         | 1600-talet | – | 1912-09-09 |
| Örsundsbro (F)          | 1680-??-?? | – | 1912-09-09 |
| Polacksbacken (F)       | 1681-??-?? | – | 1912-09-09 |
| Söderby/Uppsala-Näs (F) | 1881-??-?? | – | 1912-09-09 |
| Uppsala garnison (F)    | 1912-09-10 | – | 1957-09-30 |

## Galleri

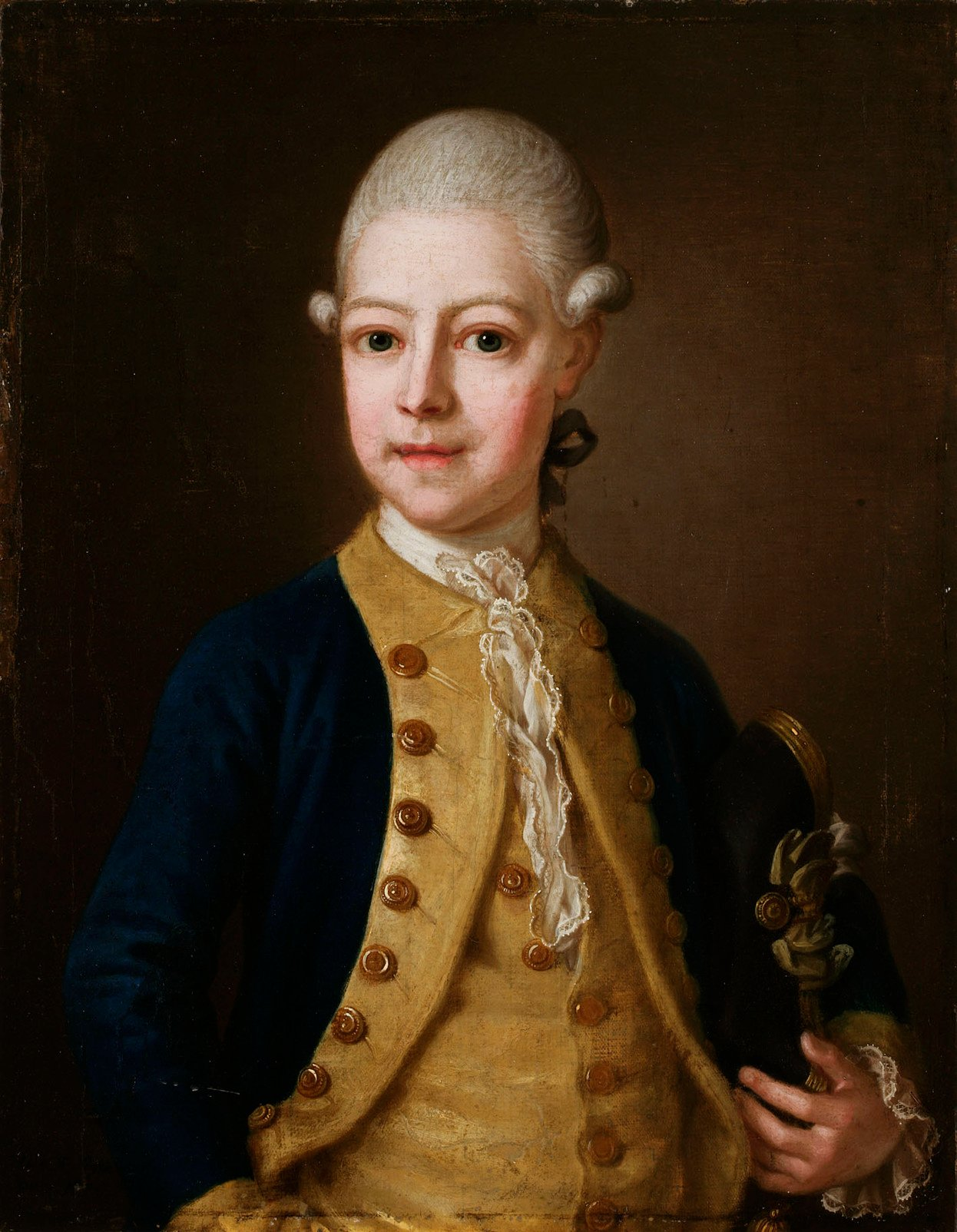
Carl Jakob von Schultzenheim iklädd regementets uniform m/1765.
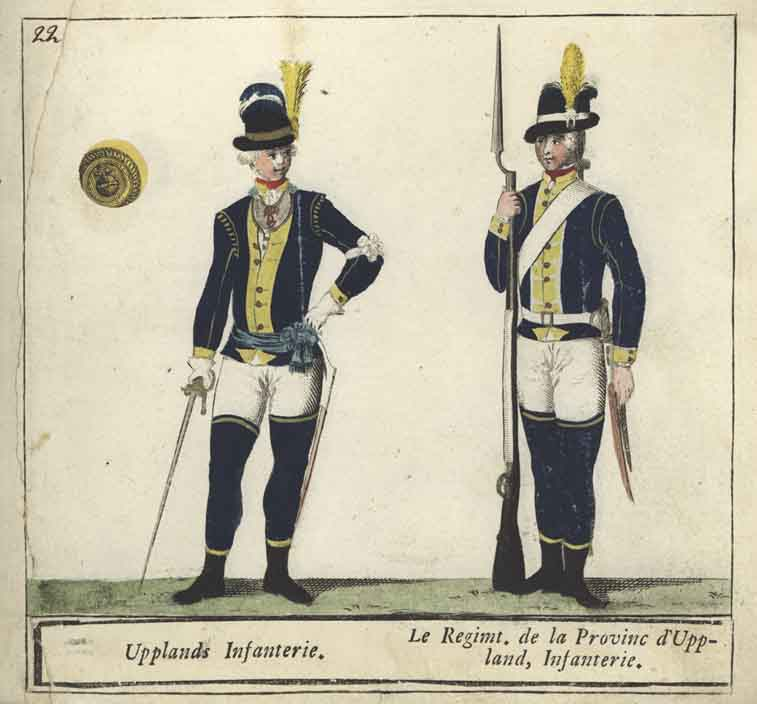
Uniform m/1779
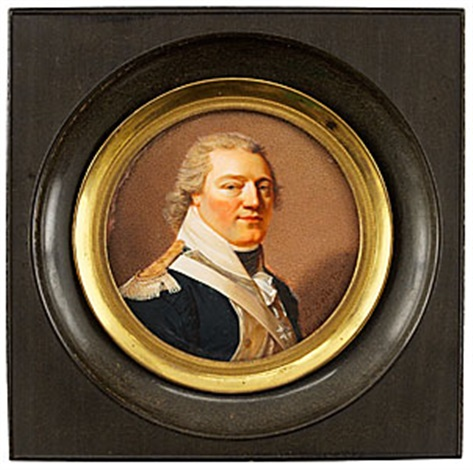
Regementets chef 1794-1810, Adolf Ludvig von Schwerin, iklädd regementets uniform m/1792
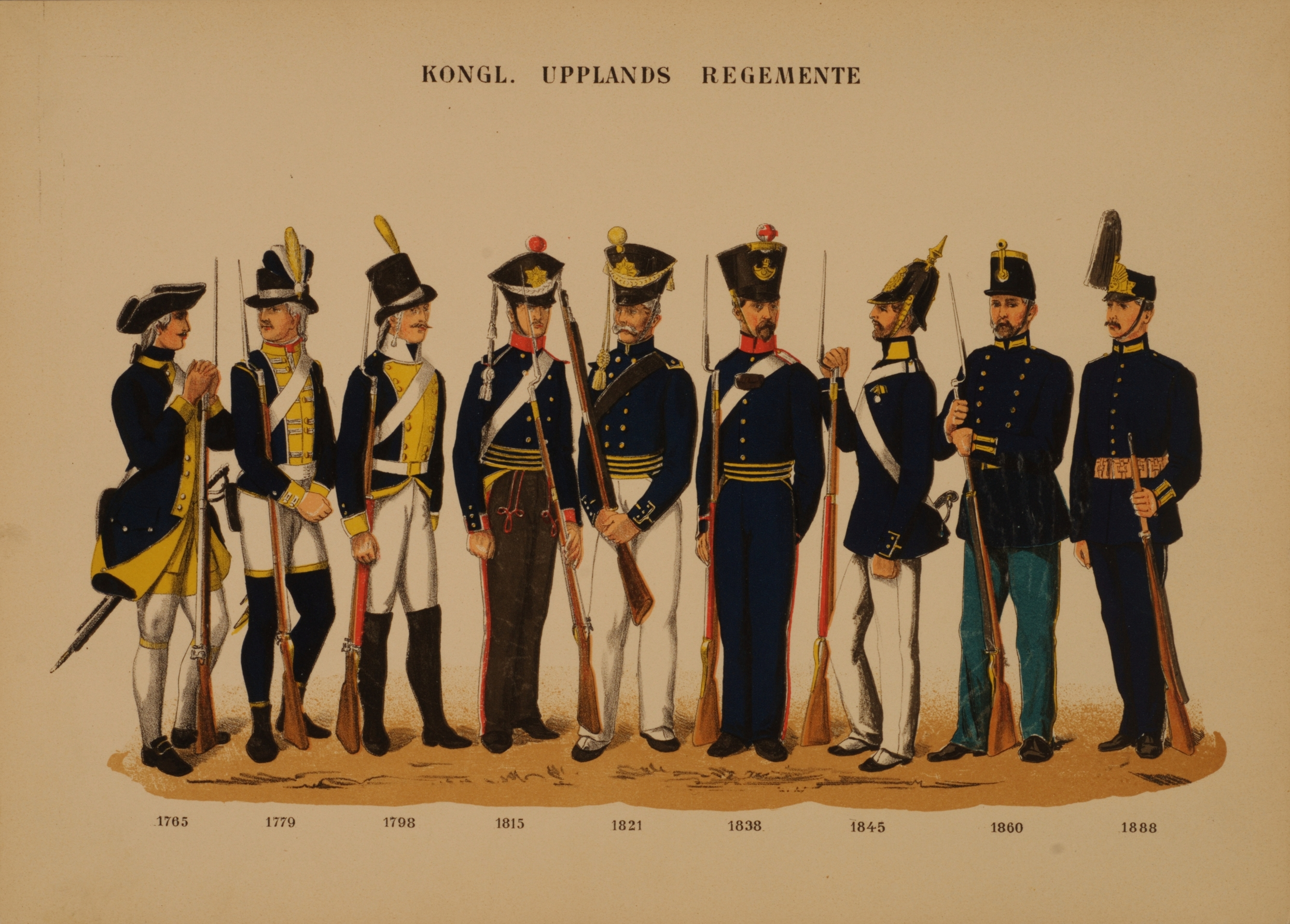
Regementets uniformer åren 1765-1888.
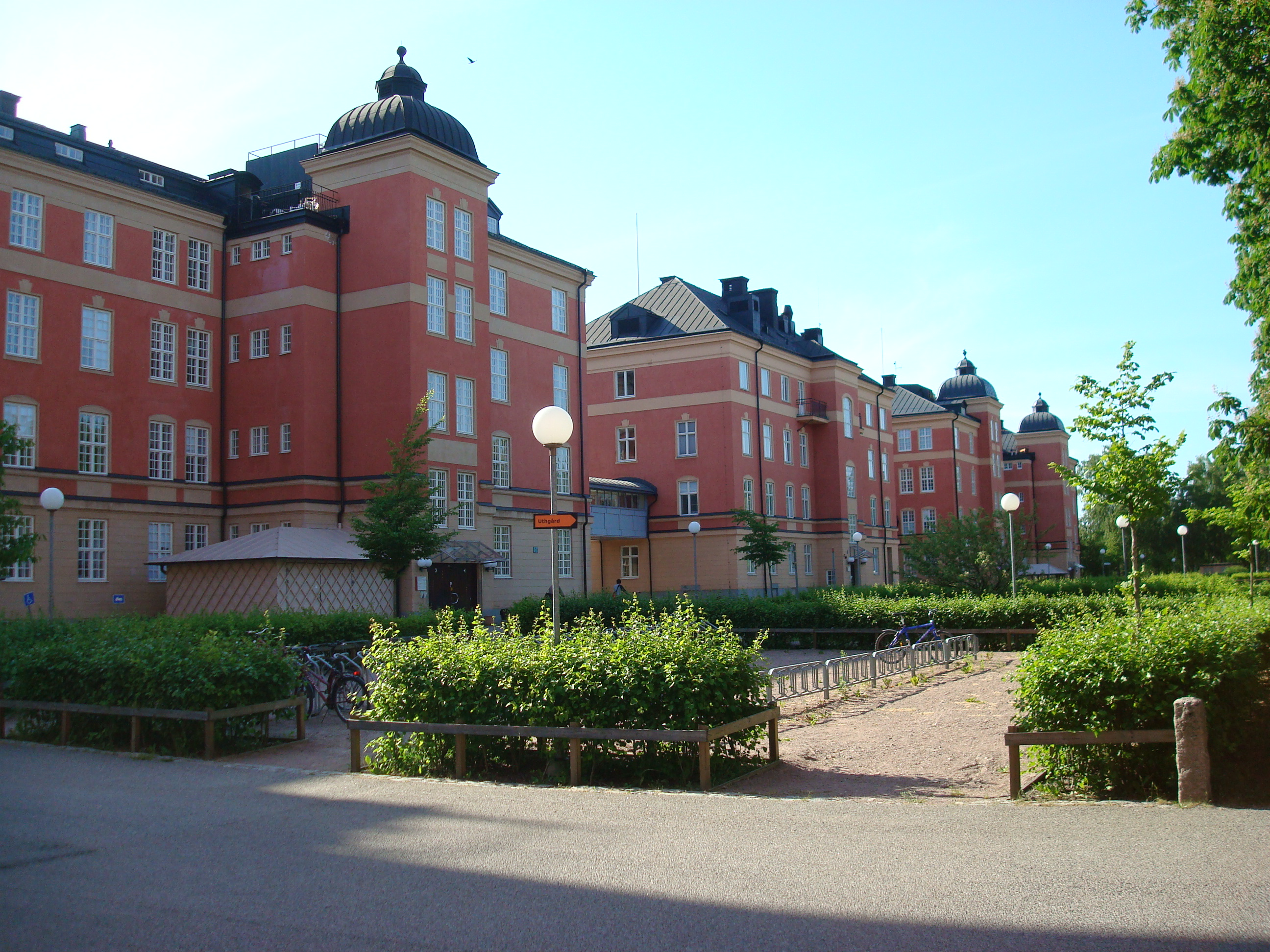
De gamla kasernbyggnaderna vid Polacksbacken, Uppsala, uppförda 1912 där universitetet numera bedriver verksamhet.
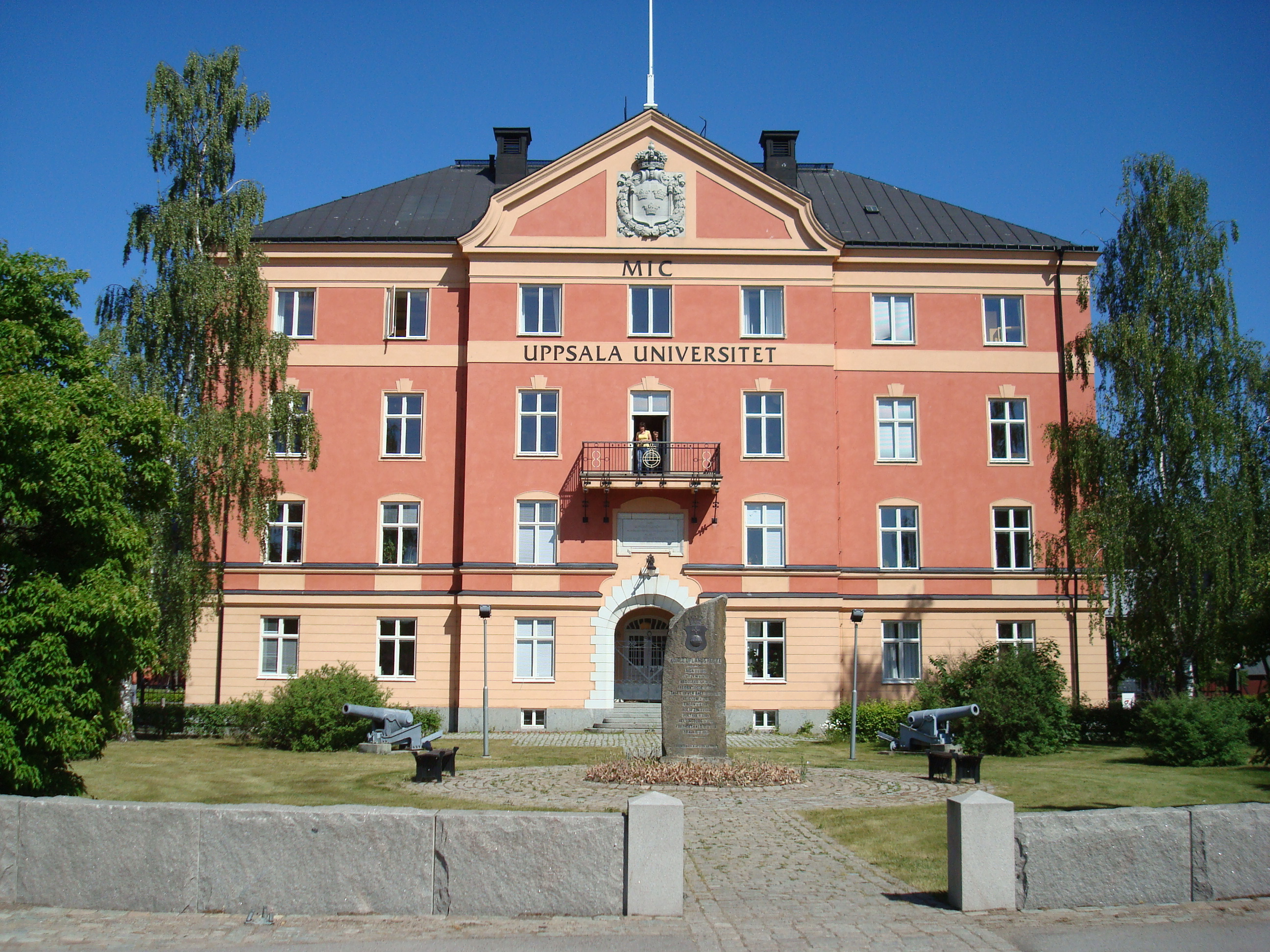
Det gamla kanslihuset med överstens balkong.
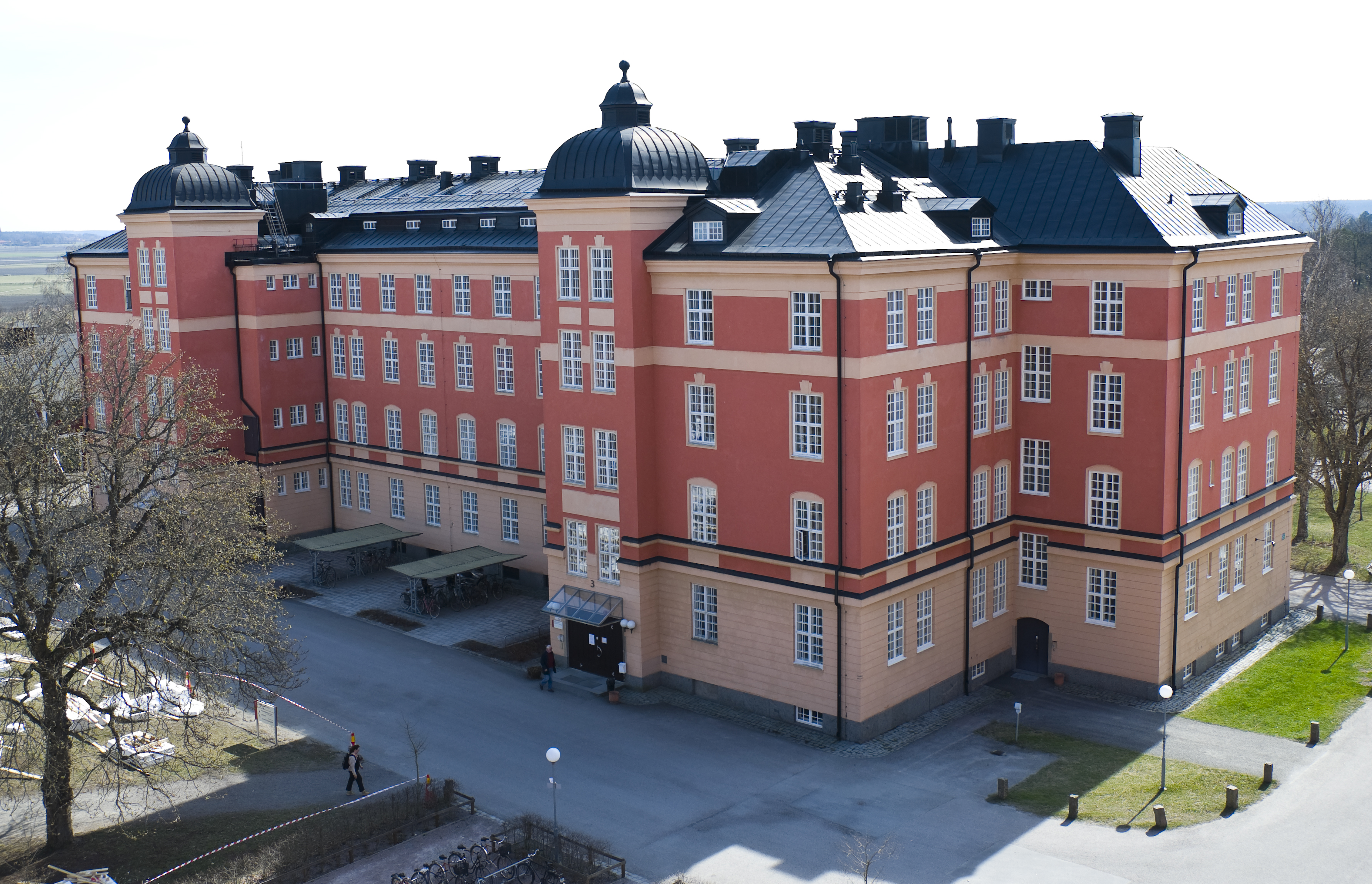
Norra kasernbyggnaden
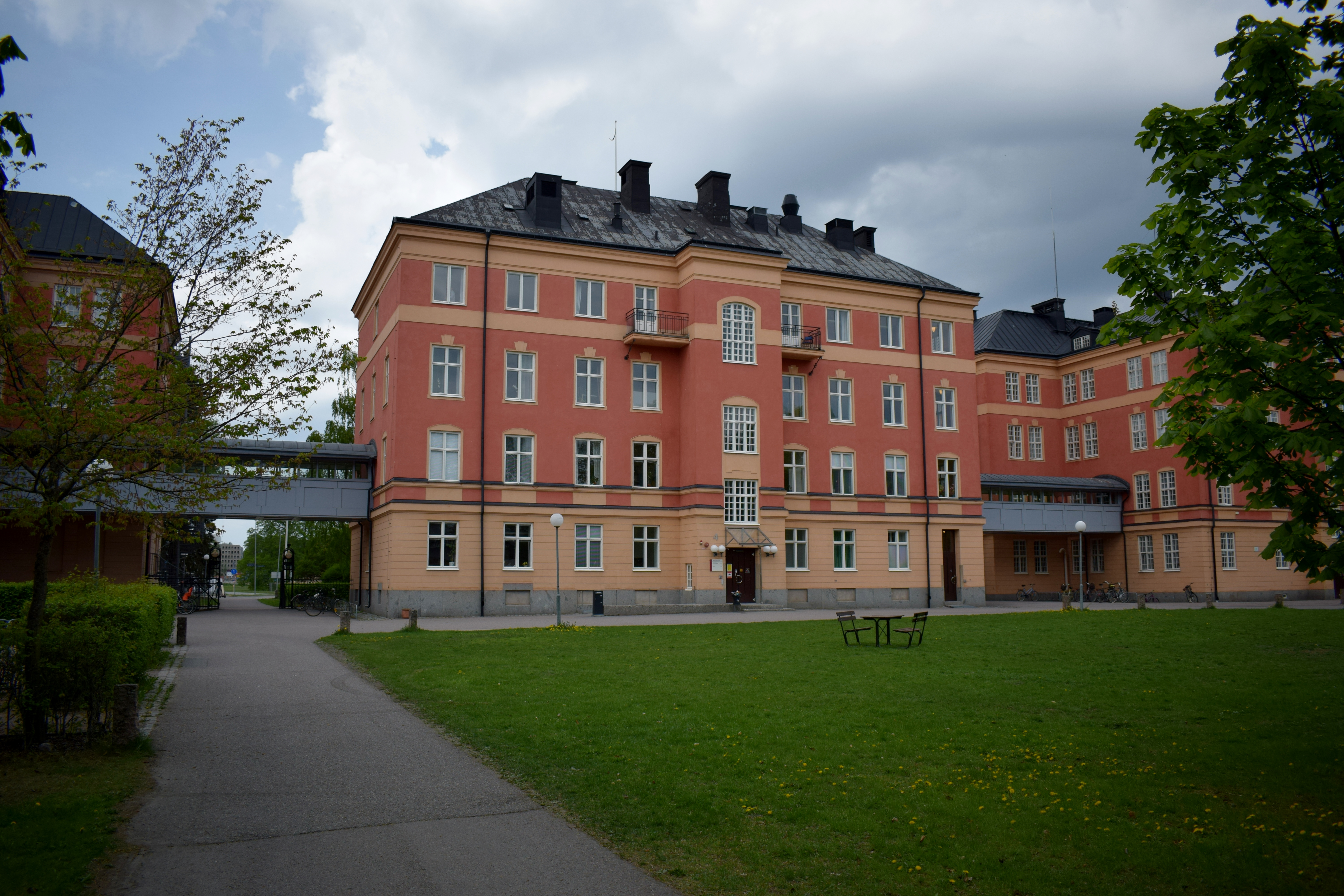
Vy över kanslihuset sett från insidan av kasernetablissement
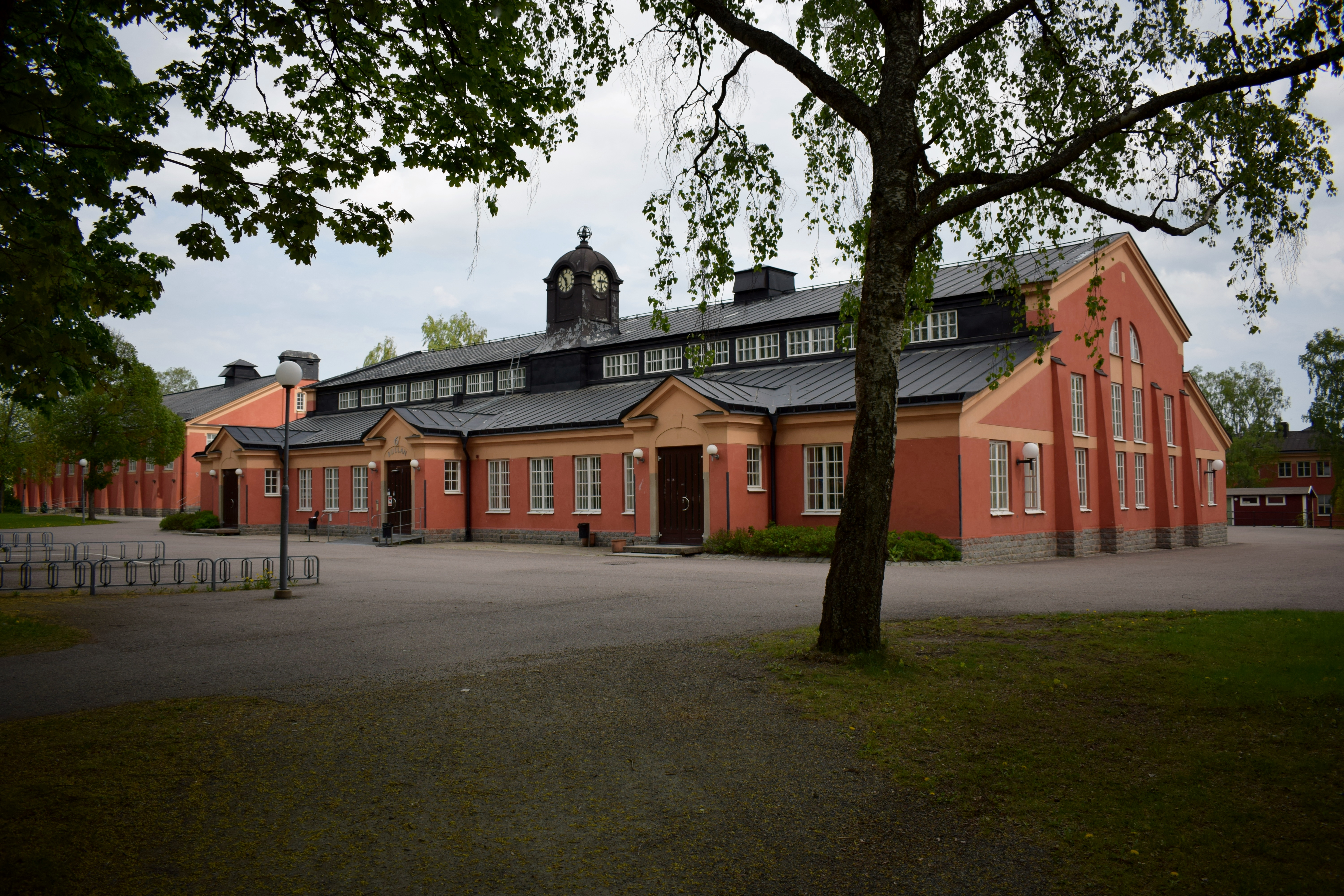
Matsalsbyggnad vid kasernetablissementet
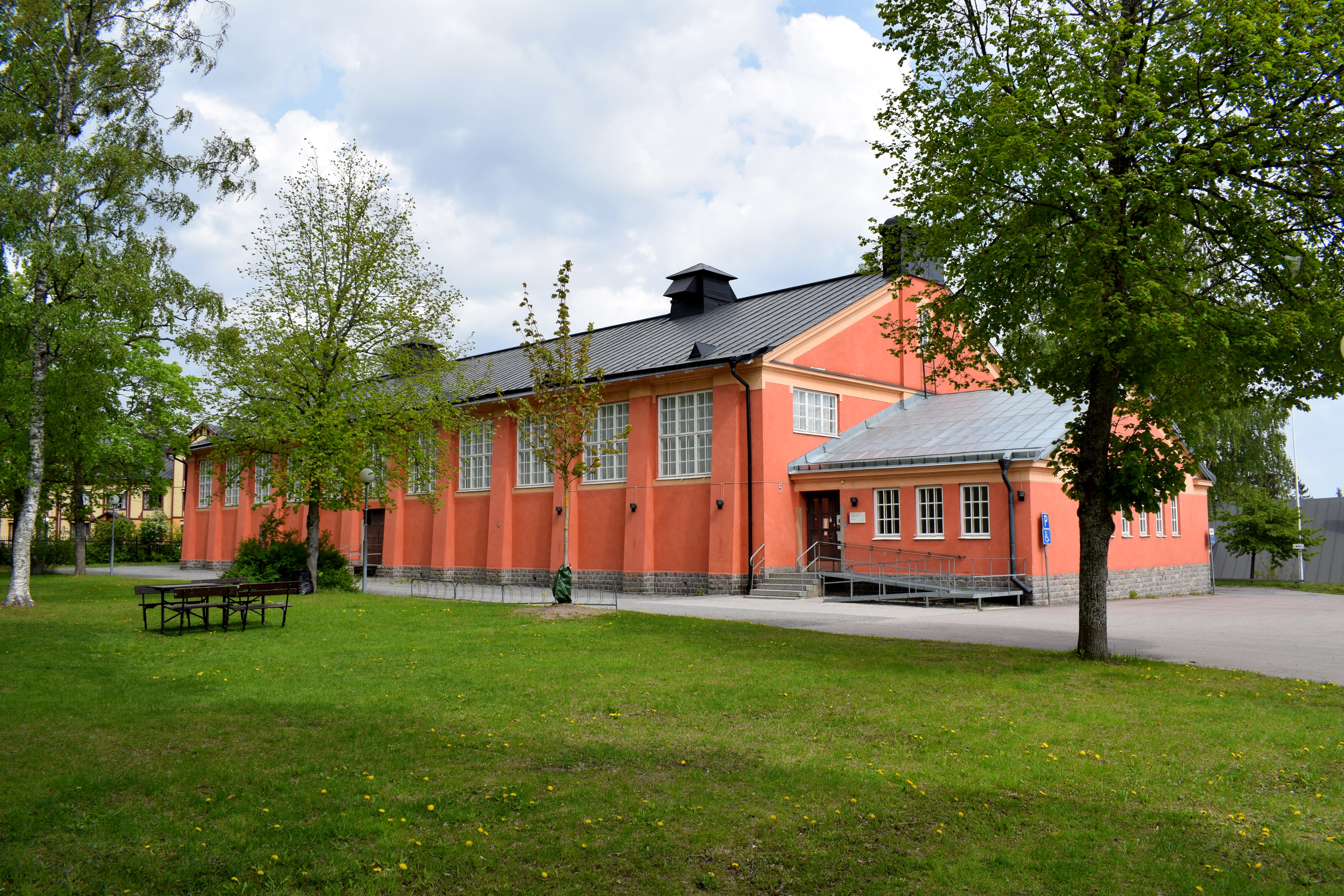
Exercishallen vid kasernetablissementet
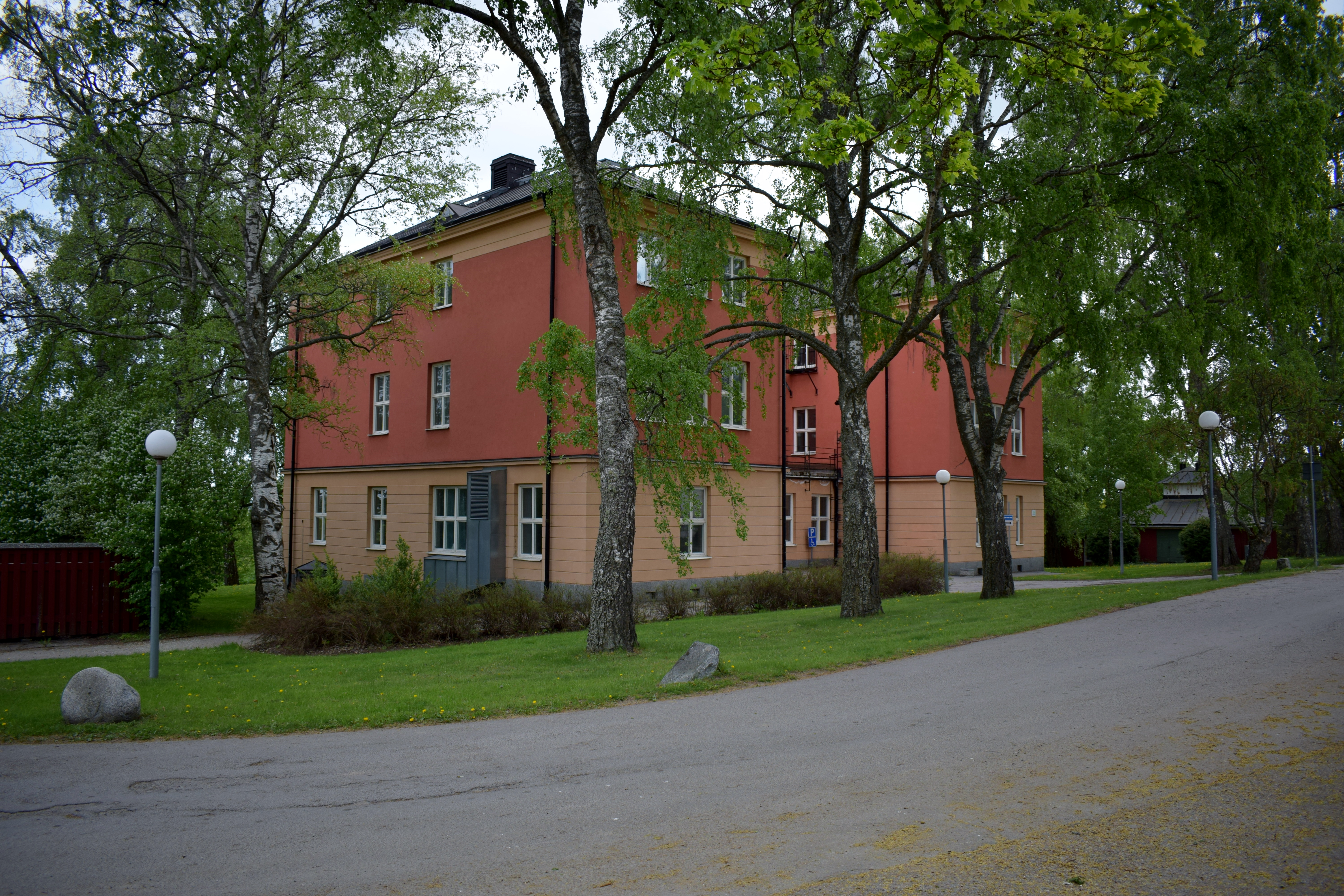
Sjukhusbyggnad vid kasernetablissementet
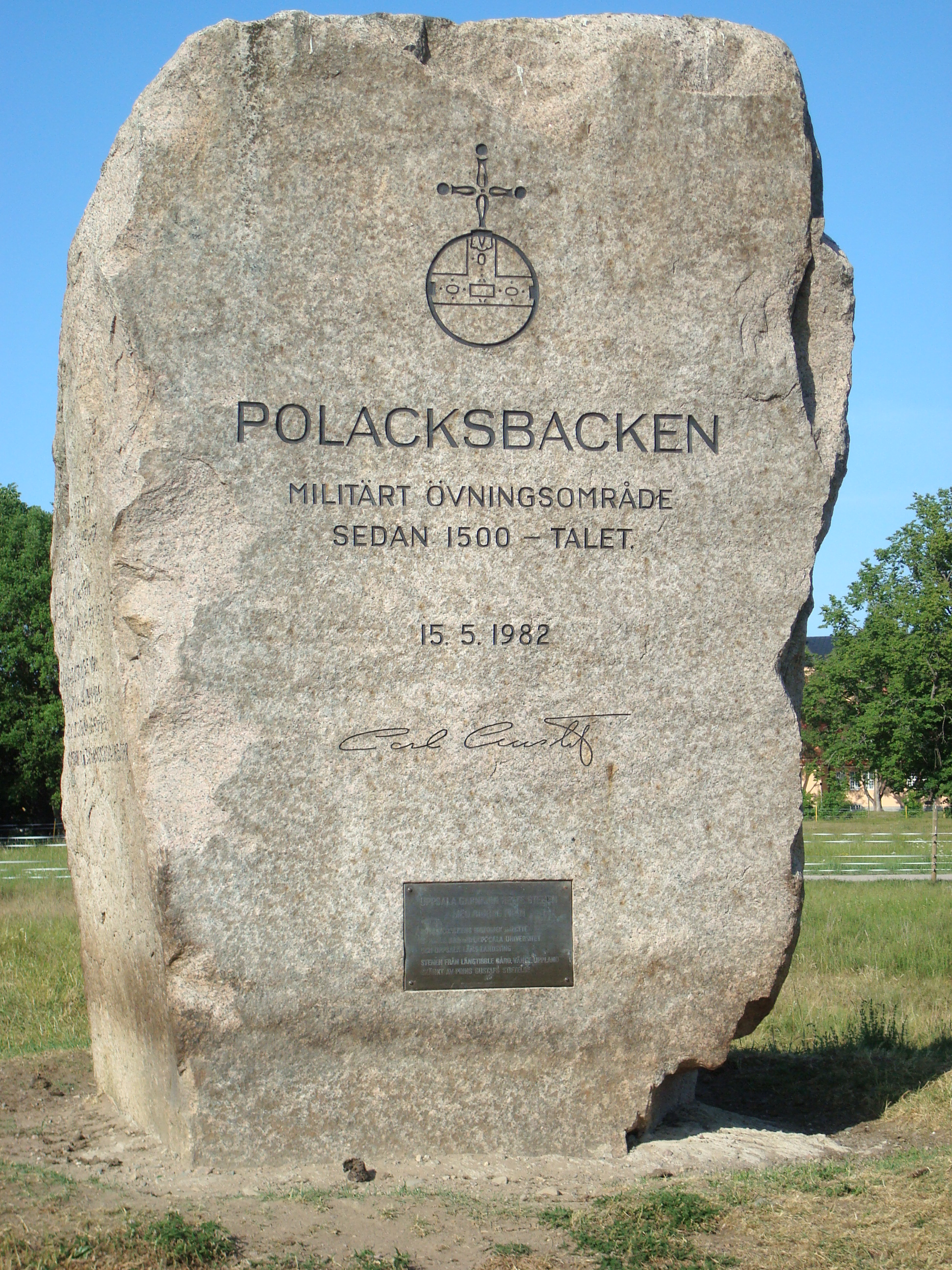
Minnessten över den militära verksamheten vid Polacksbacken.
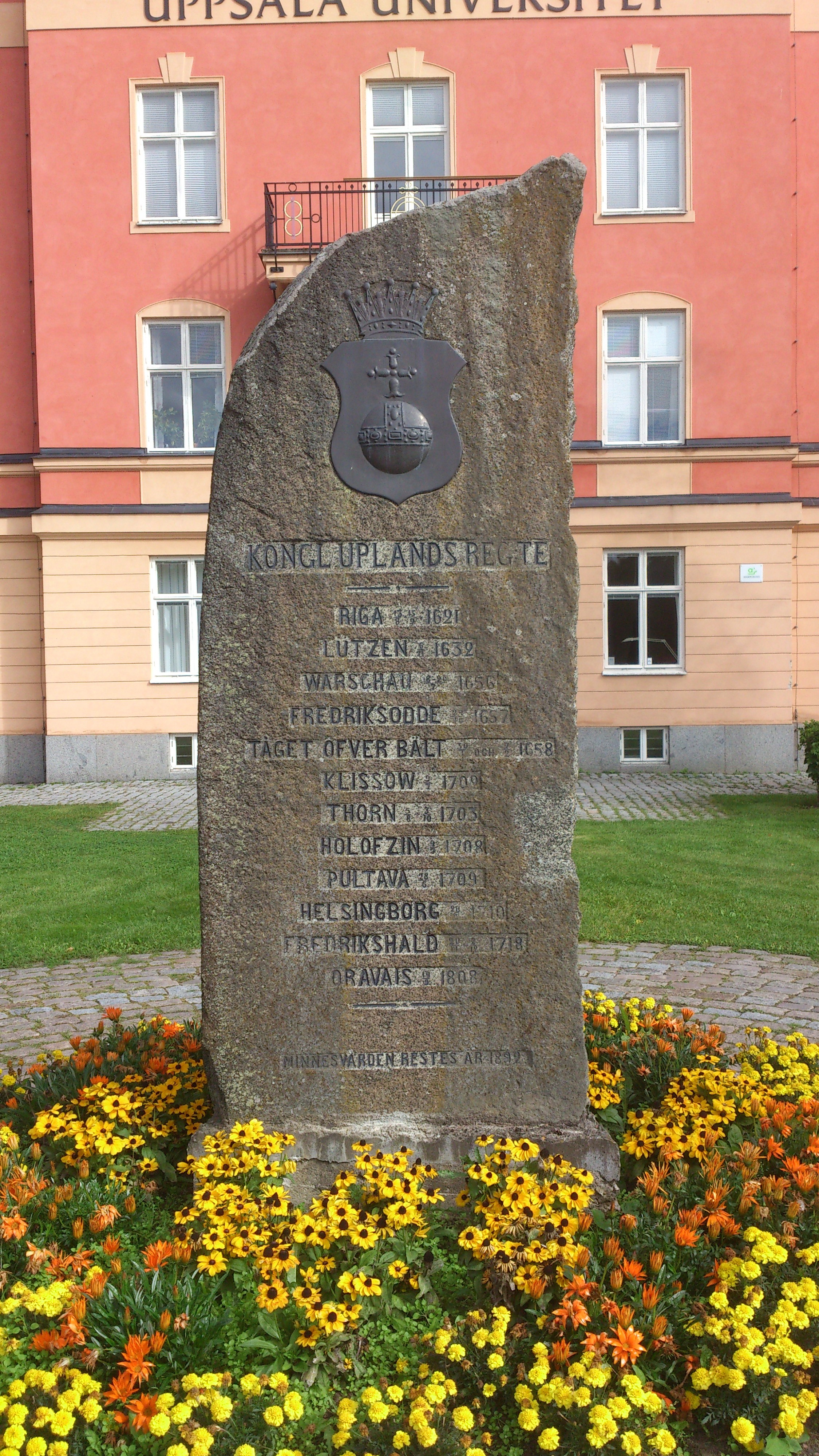
Minnessten rest 1892 till minne över slagen regementet deltagit i.
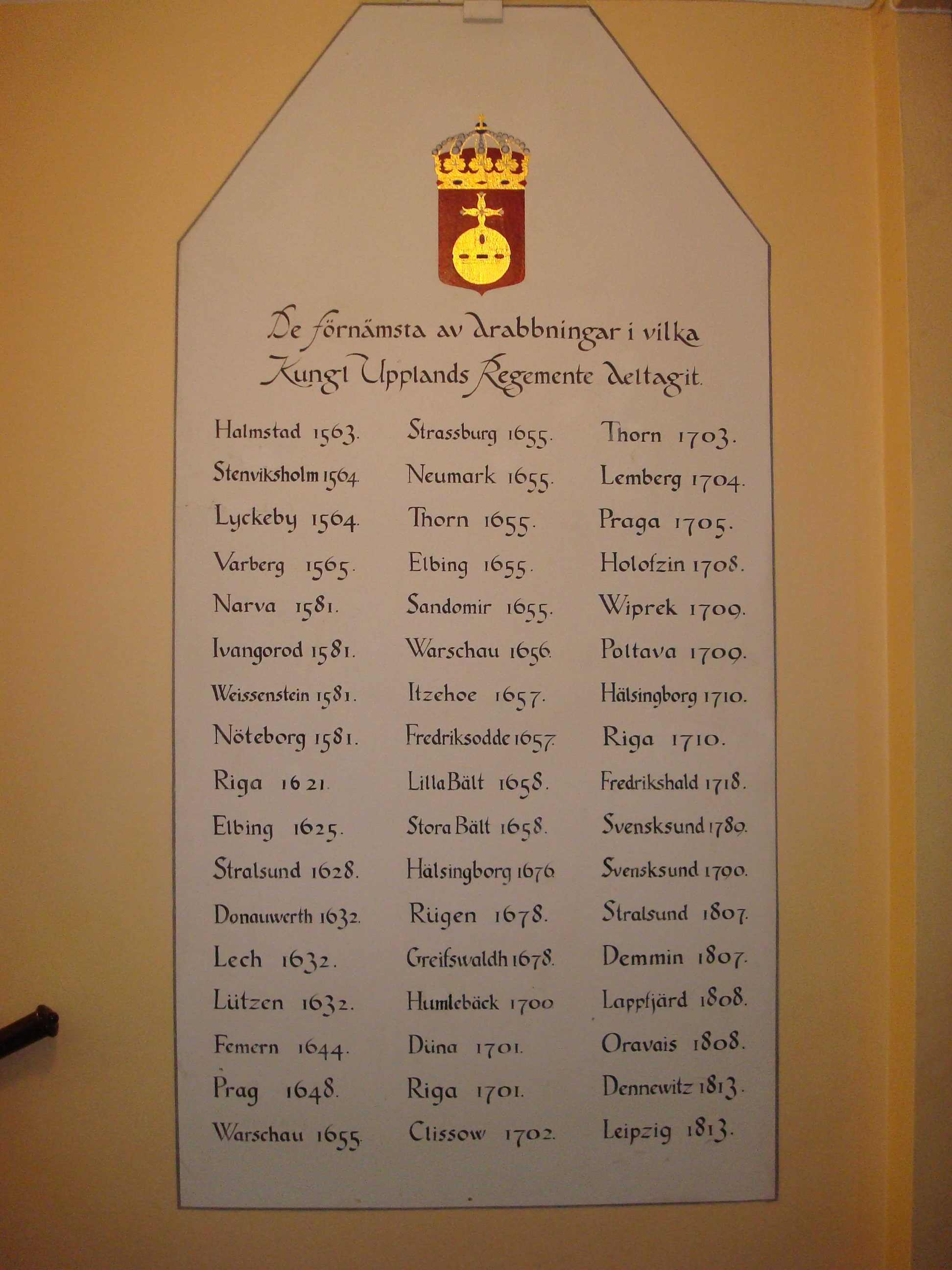
"De förnämsta av drabbningar vilka Kungliga Uppsala regemente deltagit", målning i ett av husen på Polacksbacken.
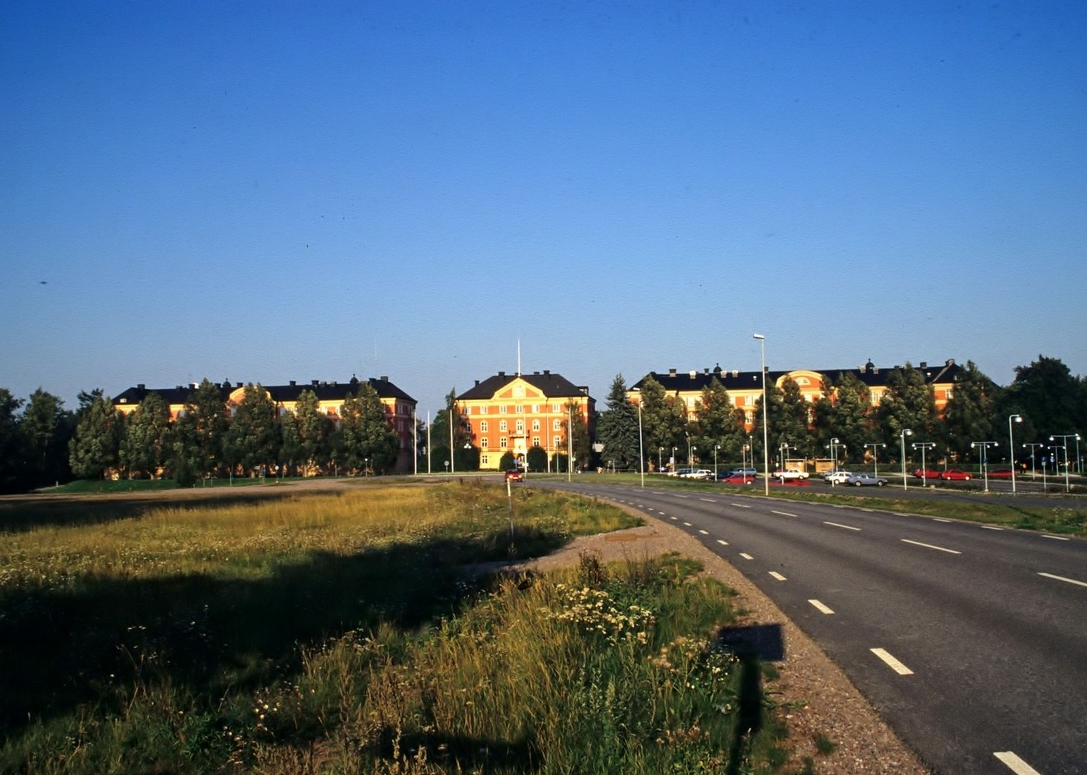
Vy över regementet sett från Regementsvägen.
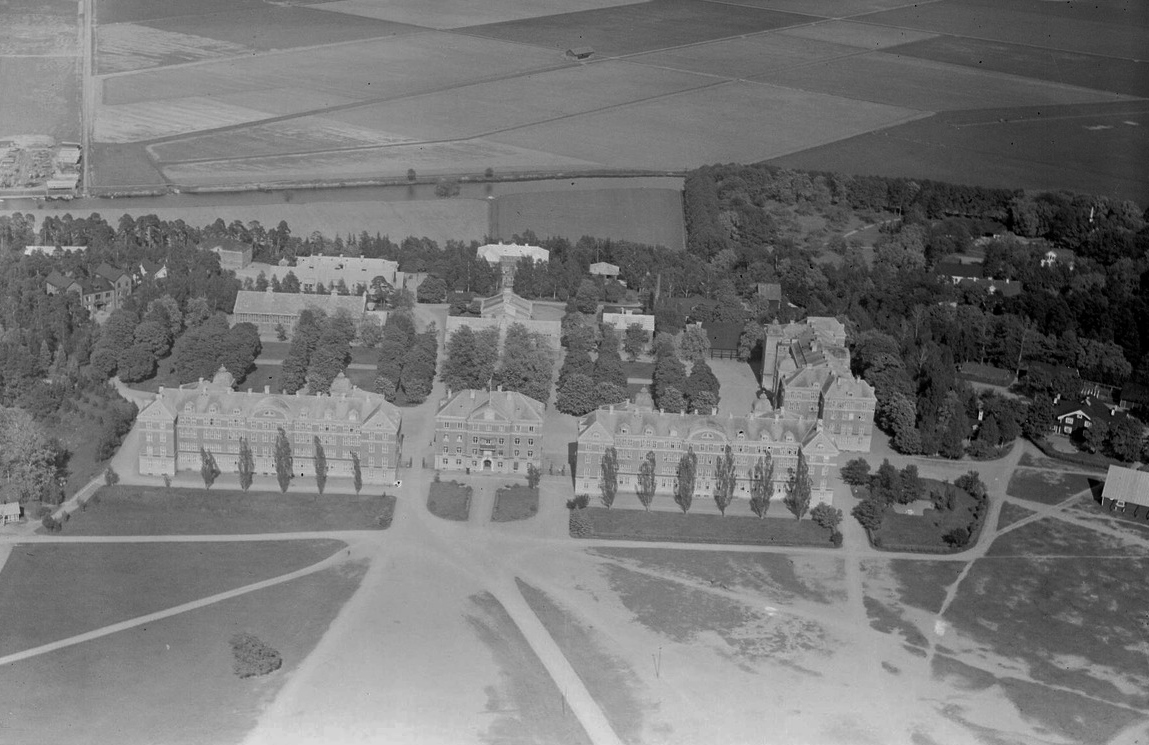
Flygfoto över regementet i västlig riktning.